# Die Buchmacherei
Die Buchmacherei ist ein deutscher Buchverlag. Gegründet wurde er 2005 von Joachim (Jochen) Gester, ehemaliger Mitarbeiter der Stiftung Menschenwürde und Arbeitswelt in Berlin.
Der Verlag beruht auf der gewerkschaftlichen und politischen Arbeit diverser Akteure, die seit Ende der 60er-Jahre zur antikapitalistischen Linken gehören. Sie bilden den Verlagskreis, der die wesentlichen Entscheidungen in der Verlagsarbeit trifft und diese ehrenamtlich leistet. Insbesondere legt er fest, welche Buchprojekte realisiert werden sollen. Juristisch verantwortlich für den Verlag ist jedoch Jochen Gester als Verleger, da die Zuerkennung des Vereinsstatus verweigert wurde.
Die Buchmacherei sieht sich in der Tradition der modernen Arbeiterbewegung und publizierte über 10 Jahre Bücher, die den folgenden Schwerpunkten zuzuordnen sind:
- „Konkrete Utopien als Lernprozess“,
- „Soziale Kämpfe historisch und aktuell“.

In den letzten Jahren wurden diese Themen um diese Rubriken erweitert:
- „Die andere Literatur“,
- „Lebenswege und Biografien“,
- „Kapitalismuskritik“ und
- „Lebendiger Antifaschismus“.

Zum Selbstverständnis des Verlags gehört es, nicht Sprachrohr einer bestimmten politischen Strömung der Linken zu sein, sondern durch die Publikationstätigkeit ein Verständnis für den gesamten sozialrevolutionären Geschichtsprozess zu vermitteln. Es werden daher sowohl Werke des Marxismus wie auch der libertären Linken vertrieben.
Seit 2005 konnte der Verlag über 50 Buchprojekte realisieren, darunter auch viele Neuausgaben von Titeln, die nicht mehr oder nur antiquarisch zu hohen Preisen zu bekommen waren. Die Buchmacherei versucht sicherzustellen, dass alle erschienenen Titel verfügbar bleiben.
Aus dem Verlagskreis gibt es Titel von Dieter Braeg, Willi Hajek, Peter Haumer, Klaus Dallmer, Jochen Gester und Werner Ruhoff. Bekanntere Autoren sind u. a. Renate Dillmann, Bodo Zeuner, Bini Adamczak, Phillip Kellermann, Klaus Gietinger, Gaby Weber, Wolfgang Hien, Torsten Bewernitz, Slawe Cubela, Gerhard Hanloser, Nikolas Brauns, Ralf Hoffrogge, Ingrid Bauer, Nihat Öztütk, Sergio Bologna und Michael Löwy.